# صموئيل إم. كومر
صموئيل إم. كومر (بالإنجليزية: Samuel M. Comer)‏ هو مصمم إنتاجي أمريكي، ولد في 13 يوليو 1893 في توبيكا في الولايات المتحدة، وتوفي في 27 ديسمبر 1974 في لاهويا في الولايات المتحدة.

## وصلات خارجية
- صموئيل إم. كومر على موقع IMDb (الإنجليزية)
- صموئيل إم. كومر على موقع قاعدة بيانات الفيلم (الإنجليزية)